# Сан-Жуан-Батиста (Санта-Катарина)
Сан-Жуан-Батиста (порт. São João Batista)  —  муниципалитет в Бразилии, входит в штат Санта-Катарина. Составная часть мезорегиона Гранди-Флорианополис. Входит в экономико-статистический  микрорегион Тижукас. Население составляет 16 410 человек на 2006 год. Занимает площадь 220,726 км². Плотность населения — 74,3 чел./км².
Праздник города —  19 июля. 

## История
Город основан в 1834 году.

## Статистика
- Валовой внутренний продукт на 2003 составляет 129.736.949,00 реалов (данные: Бразильский институт географии и статистики).
- Валовой внутренний продукт на душу населения на 2003 составляет 8.263,50 реалов (данные: Бразильский институт географии и статистики).
- Индекс развития человеческого потенциала на 2000 составляет 0,819 (данные: Программа развития ООН).

## География
Климат местности: умеренный.